# Minden (Nebraska)
Minden – miasto w Stanach Zjednoczonych, w stanie Nebraska, siedziba administracyjna hrabstwa Kearney.